# Cleptocaccobius scrofa
Cleptocaccobius scrofa là một loài bọ cánh cứng trong họ Bọ hung (Scarabaeidae).